# Laurence Pithie
Laurence Pithie (Christchurch, 17 juli 2002) is een Nieuw-Zeelands wielrenner die uitkomt voor Red Bull-BORA-hansgrohe.
Zijn oudere broer Campbell Pithie is ook wielrenner.

## Carrière

### Jeugd
Pithie boekte tijdens zijn jeugd succes in meerdere takken van sport. Zo werd hij Nieuw-Zeelands kampioen veldlopen, langlaufen, triatlon, duatlon, baanwielrennen en wielrennen op de weg. Een knieblessure, waarna hij zijn knie moest ontzien, bracht hem aan het fietsen.

### Wielerprof
In 2023 werd Pithie prof, nadat hij de overstap maakte van de opleidingsploeg naar de hoofdmacht van Groupama-FDJ. In zijn eerste seizoen bij die ploeg won hij Cholet-Pays de la Loire. Hier won hij in de sprint van onder andere Anthony Perez en Lorrenzo Manzin. De dag ervoor behaalde Pithie een tweede plaats in de Classic Loire-Atlantique.
In januari 2024 won Pithie de Cadel Evans Great Ocean Road Race, waarmee hij de eerste Nieuw-Zeelander werd die een eendagskoers op World Tourniveau won. Het grote publiek leerde hem kennen toen hij de finale van Gent-Wevelgem kleurde in een ontsnapping met latere winnaar Mads Pedersen en Matthieu van der Poel.

## Overwinningen
2021
Eind-, punten- en jongerenklassement Baltic Chain Tour
2022
3e etappe Ronde van Normandië
Grand Prix de la ville de Pérenchies
2023
Cholet-Pays de la Loire
2024
Cadel Evans Great Ocean Road Race

## Resultaten in voornaamste wedstrijden
| Jaar | Ronde van Italië | Ronde van Frankrijk | Ronde van Spanje |
| ---- | ---------------- | ------------------- | ---------------- |
| 2023 |                  |                     |                  |
| 2024 | 103e             |                     |                  |
| 2025 |                  | 89e                 |                  |

| Jaar | Milaan-San Remo | Gent-Wevelgem | Ronde van Vlaanderen | Parijs-Roubaix | Parijs-Tours |  | WK op de weg |
| ---- | --------------- | ------------- | -------------------- | -------------- | ------------ |  | ------------ |
| 2023 |                 |               |                      |                | 36e          |  | opgave       |
| 2024 | 15e             | 26e           | 39e                  | 7e             |              |  |              |
| 2025 | 48e             | 27e           | 11e                  | opgave         |              |  |              |

### Resultaten in kleinere rondes
| Jaar | Tour Down Under | UAE Tour | Parijs-Nice | Renewi Tour | Ronde van Polen |
| ---- | --------------- | -------- | ----------- | ----------- | --------------- |
| 2023 | 106e            | 84e      |             | 77e         |                 |
| 2024 | 22e             |          | 69e         |             | 92e             |
| 2025 | 63e             |          |             |             |                 |

## Ploegen
- 2021 –  Equipe continental Groupama-FDJ
- 2022 –  Equipe continental Groupama-FDJ
- 2023 –  Groupama-FDJ
- 2024 –  Groupama-FDJ
- 2025 –  Red Bull-BORA-hansgrohe

Armirail · Askey · Davy · Démare (tot 31/7) · Gaudu · Geniets · Germani · Grégoire · Konovalovas · Küng · Ladagnous · Le Gac · Lienhard · Madouas · Martinez · Molard · Pacher · Paleni · Penhoët · Pinot · Pithie · Scotson · Stewart · Storer · Thompson · van den Berg · Watson · Welten
Askey · Barthe · Bystrøm · Davy · Gaudu · Geniets · Germani · Grégoire · Gruel (vanaf 1/3) · Konovalovas · Küng · Le Gac · Le Huitouze · Lienhard · Madouas · Martinez · Molard · Pacher · Paleni · Penhoët · Pithie · Rochas · Russo · Sarreau · Thompson · van den Berg · Walls · Watson